# Protexarnis
Protexarnis är ett släkte av fjärilar beskrivet av James Halliday McDunnough 1929. Protexarnis ingår i familjen nattflyn, Noctuidae.

## Dottertaxa tillProtexarnis, i alfabetisk ordning[1][2]
- Protexarnis amydra Chen, 1993
- Protexarnis balanitis Grote, 1873
  - Protexarnis balanitis anthracina Boursin, 1964
  - Protexarnis balanitis aucta Alphéraky, 1892
  - Protexarnis balanitis confinis Staudinger, 1881
  - Protexarnis balanitis suspicax Corti & Draudt, 1933
  - Protexarnis balanitis terracotta Boursin, 1955
- Protexarnis confusa Alphéraky, 1882
- Protexarnis monogramma Hampson, 1903
- Protexarnis nyctina Hampson, 1903
- Protexarnis opisoleuca Staudinger, 1881
- Protexarnis squalida Guenée, 1852, Gråbrunt jordfly
- Protexarnis squalidiformis Corti, 1933
- Protexarnis subuniformis Corti & Draudt, 1933